# Lobnica
Lobnica – wieś w Słowenii, w gminie Ruše. W 2018 roku liczyła 143 mieszkańców.